# 加藤一希
加藤 一希（かとう かずき、1994年12月7日 - ）は、ジャパンラグビーリーグワン クボタスピアーズ船橋・東京ベイに所属するラグビー選手。2024シーズンはニュージーランド州代表選手権（NPC）のウェリントン・ライオンズへ期限付き移籍。

## プロフィール
- 愛知県出身[2]。
- ポジションは左プロップ(PR)。
- 身長 185 cm、体重 115 kg
- 愛知県学生選抜に選ばれたことがある[3]。
- 20歳以下日本代表候補にも招集された。

## 来歴
中学1年からラグビーを始めた。
2013年、春日丘高校卒業後、中部大学に入る。
2016年、中部大学ラグビー部の主将に就任した
2017年、中部大学卒業後、宗像サニックスブルースに加入。同年8月20日に行われたジャパンラグビートップリーグ第1節のコカ・コーラレッドスパークス戦に先発出場で公式戦初出場を果たす。
2019年、左プロップへの転向を果たす。
2022年、クボタスピアーズ船橋・東京ベイに加入。
2024シーズンでは、ニュージーランド州代表選手権（NPC）のウェリントン・ライオンズへ期限付きで移籍した。